# Mammuthus subplanifrons
El mamut sudafricano (Mammuthus subplanifrons) es una especie extinta de mamífero elefántido perteneciente al género Mammuthus, cuyo hábitat se extendía desde Sudáfrica hasta Kenia, apareciendo hace unos 5 millones de años a principios del Plioceno en lo que hoy en día es Sudáfrica, Etiopía y otros países de África oriental. Este ya presentaba algunas de las características únicas de los mamuts como sus colmillos curvados. Esta especie de mamut fue nombrada y descrita en 1928 por el paleontólogo Henry Fairfield Osborn